# Sarina Hutter
Sarina Hutter (* 2002) ist eine Schweizer Unihockeyspielerin, die beim Nationalliga-A-Verein Floorball Riders Dürnten-Bubikon-Rüti unter Vertrag steht.

## Karriere
Hutter debütierte 2018 in der Nationalliga B für die Floorball Riders Dürnten-Bubikon-Rüti. 2020 stieg sie mit den Riders aufgrund des Rückzugs von Sportiva Unihockey Mendrisiotto in die Nationalliga A auf.
Am 4. März 2021 verkündete die Riders die Vertragsverlängerung mit der Stürmerin um ein Jahr.